# سمفونية الوداع (رواية)
سِمفونية الوداع (بالإنجليزية: The Farewell Symphony)‏ رواية إنجليزية ملحمية للكاتب إدموند وايت نُشرت عام 1997 تُصنف ضمن أدب رواية السيرة الذاتية. ترتيبها هو الثالث بين ثلاثية إدموند، تصور الرواية مرحلة البلوغ لدى البطل وتعد توثيقًا لتجربة المثلية الجنسية في الستينات إلى التسعينات. الروايتان التي سبقتا رواية سِمفونية الوداع عبارة عن شؤون دقيقة مكتوبة لتجربة البطل الذي لم يُذكر اسمه في كافة الثلاثية. تفترض كل رواية من الثلاثية تقدّمًا في النغمة والأسلوب، ويمكن قياس ذلك من خلال تطور المحتوى الجنسي والذي يبدأ بنقطة في أول رواية بعنوان قصة الصبي الخاصة وتتسع تلك النقطة في الرواية الثانية وهي الغرفة الجميلة فارغة، وينتهي به المطاف في سيل والذي يتمثل في رواية سِمفونية الوداع.

## محتوى الرواية
تتضمن الرواية الملحمية 500 صفحة ويهدف إدموند من خلال ذلك العدد إلى جعلها إحدى روايات الأدب الأمريكي العظيمة، السمة التي تميزها هو انها تتضمن نجاح الكاتب في تصوير نضال البطل المهني وتغيّر مجرى الأحداث بأسلوب موسيقي متزن؛ مما يجعل القارئ يستطيع استنتاج النهاية خلال آخر 150 صفحة.